# El Dorado (album)
El Dorado – jedenasty album studyjny kolumbijskiej piosenkarki Shakiry. Został wydany 26 maja 2017 roku przez wytwórnię płytową Sony Music Latin. Album zadebiutował na 15. miejscu w notowaniu Billboard 200 z łączną sprzedażą 29 000 egzemplarzy. Pierwszym singlem promującym album został utwór „Chantaje”. 
Album będzie promowany podczas światowego tournée El Dorado World Tour.

## Lista utworów
| Nr  | Tytuł utworu                                              | Autorzy | Produkcja                                                              | Długość |
| --- | --------------------------------------------------------- | --- | ---------------------------------------------------------------------- | ------- |
| 1.  | „Me Enamoré”                                              | Shakira, Rayito | Shakira, Rayito, Rude Boyz, A.C., Kevin, ADG                           | 3:47    |
| 2.  | „Nada”                                                    | Shakira, Luis Fernando Ochoa                                                                                                | Shakira, Ochoa, Supa Dups                                              | 3:10    |
| 3.  | „Chantaje (feat. Maluma)”                                 | Shakira, Juan Luis Londoño Arias, Joel Antonio López Castro, Kevin Mauricio Jiménez Londoño, Bryan Snaider Lezcano Chaverra | Shakira, Maluma, Chan „El Genio” (Rude Boyz), Kevin Jiménez ADG        | 3:16    |
| 4.  | „When a Woman”                                            | Shakira, Kurtis Mckenzie, Jon Mills, Julia Michaels, Magnus August Hoiberg, Justin Tranter                                  | The Arcade, Chan „El Genio” (Rude Boyz), Kevin Jiménez ADG             | 3:18    |
| 5.  | „Amarillo”                                                | Shakira, Ochoa | Shakira, Ochoa, Supa Dups, A.C., Stephen McGregor                      | 3:40    |
| 6.  | „Perro Fiel (feat. Nicky Jam)”                            | Shakira, Nick Rivera Caminero, Cristhian Mena, Juan Medina                                                                  | Shakira, Jam Saga, WhiteBlack                                          | 3:15    |
| 7.  | „Trap (feat. Maluma)”                                     | Shakira, Juan Luis Londoño, Rene Cano, Kevin Mauricio Jiménez Londoño, Bryan Snaider Lezcano Chaverra                       | Shakira, Maluma, Chan „El Genio” (Rude Boyz), Kevin Jiménez ADG, Ochoa | 3:20    |
| 8.  | „Comme Moi (z Black M)”                                   | Shakira, Alpha Diallo, Nasri Atweh, Dadju, Dany Synthé                                                                      | Shakira, Supa Dups, Synthé, Dadju, Black M                             | 3:08    |
| 9.  | „Coconut Tree”                                            | Shakira, Ochoa | Shakira, Ochoa                                                         | 3:50    |
| 10. | „La Bicicleta (z Carlosem Vives)”                         | Shakira, Carlos Vives, Andrés Castro                                                                                        | Shakira, Andrés Castro, Carlos Vives, Ochoa                            | 3:48    |
| 11. | „Deja Vu (z Princem Royce)”                               | Geoffrey, Royce Rojas, Daniel Santacruz, Manny Cruz                                                                         | D'Lesly „Dice” Lora, Prince Royce, Shakira, Rude Boyz                  | 3:16    |
| 12. | „What We Said (Comme Moi English Version) (feat. MAGIC!)” | Shakira, Diallo, Atweh | Shakira, Supa Dups, Atweh, Synthé, Dadju, Black M                      | 3:00    |
| 13. | „Toneladas”                                               | Shakira, Ochoa | Shakira, A.C.                                                          | 3:09    |
|     |                                                           | |                                                                        | 43:57   |

## Notowania i certyfikaty
| Lista przebojów (2017)                 | Najwyższa pozycja |
| -------------------------------------- | ----------------- |
| Argentyna (CAPIF)                      | 2                 |
| Australia (ARIA Charts)                | 92                |
| Austria (Ö3 Austria Top 40)            | 10                |
| Belgia (Ultratop 200 Albums, Flandria) | 14                |
| Belgia (Ultratop 200 Albums, Walonia)  | 2                 |
| Czechy (ČNS IFPI)                      | 14                |
| Finlandia (Suomen virallinen lista)    | 32                |
| Francja (SNEP)                         | 4                 |
| Hiszpania (PROMUSICAE)                 | 2                 |
| Holandia (MegaCharts)                  | 20                |
| Kanada (Billboard Canadian Albums)     | 20                |
| Meksyk (AMPROFON)                      | 3                 |
| Niemcy (GfK Entertainment)             | 19                |
| Nowa Zelandia (Recorded Music NZ)      | 4                 |
| Polska (OLiS)                          | 16                |
| Portugalia (AFP)                       | 11                |
| Szwajcaria (Alben Top 100)             | 3                 |
| Szwajcaria (Romandia)                  | 1                 |
| Szwecja (Sverigetopplistan)            | 56                |
| USA (Billboard 200)                    | 15                |
| Wielka Brytania (UK Albums Chart)      | 54                |
| Węgry (Mahasz)                         | 21                |
| Włochy (FIMI)                          | 12                |

| Kraj                         | Certyfikat         | Sprzedaż |
| ---------------------------- | ------------------ | -------- |
| Brazylia (Pro-Música Brasil) | 2x platynowa płyta | 80 000+  |
| Francja (SNEP)               | złota płyta        | 50 000+  |
| Hiszpania (Promusicae)       | złota płyta        | 20 000+  |
| Kolumbia                     | platynowa płyta    |          |
| Meksyk (AMPROFON)            | 4x platynowa płyta | 240 000+ |
| Polska (ZPAV)                | platynowa płyta    | 20 000+  |
| Stany Zjednoczone (RIAA)     | diamentowa płyta   | 600 000+ |
| Szwajcaria (IFPI Schweiz)    | platynowa płyta    | 20 000+  |
| Włochy (FIMI)                | złota płyta        | 25 000+  |